# Exposição Mundial do Café
A Exposição Mundial do Café foi um evento ocorrido em Curitiba entre dezembro de 1953 e março de 1954.
Como parte das comemorações do 1° Centenário de Emancipação Política do Paraná e para valorizar e divulgar o principal produto da economia paranaense, o governador Bento Munhoz da Rocha Neto idealizou a Exposição Mundial do Café, que durante três meses abrigou, em vários pavilhões, exposições e feiras, além de congressos (entre estes o Congresso Cafeeiro Internacional de Curitiba), palestras e shows.
O local escolhido para a exposição foi num terreno baldio localizado no bairro Tarumã, onde atualmente estão localizados o Colégio Militar de Curitiba, o Ginásio do Tarumã e a Sociedade Hípica Paranaense.